# سد سیدی البراک
سد سیدی البراک (به عربی: سد سیدی البراق) یک سد خاکی در تونس است که در استان باجه واقع شده است.